# Carolus Borromeuskerk (Wola)

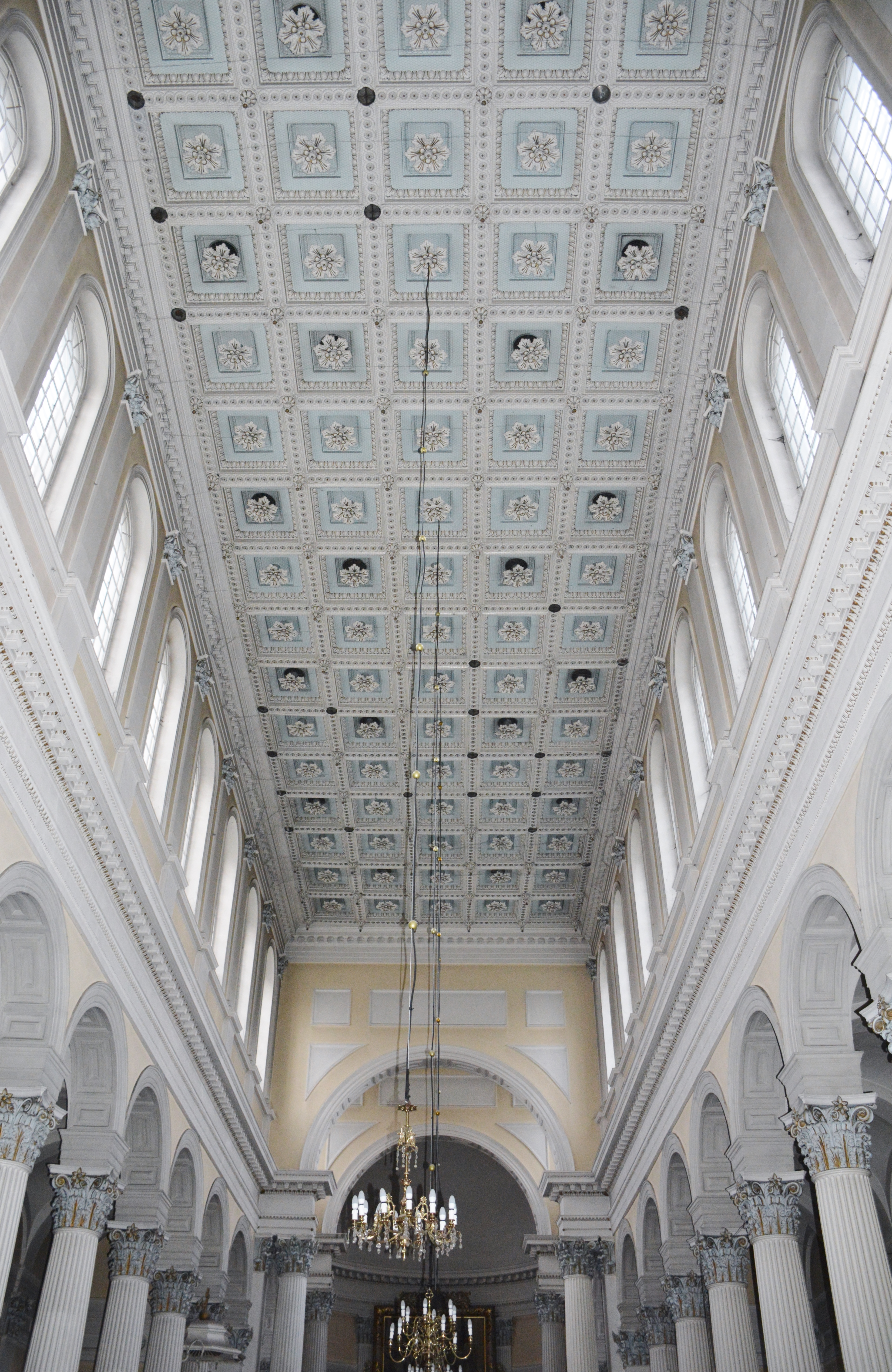
Gewelven van de kerk

De Carolus Borromeuskerk in Warschau-Wola (Pools: Kościół św. Karola Boromeusza) is een negentiende-eeuwse kerk. Deze kerk is opgedragen aan Sint-Carolus Borromeus. Er is ook een kerk met dezelfde naam in de Warschause wijk Powązki. Die kerk biedt toegang tot de  katholieke Powązkibegraafplaats en stamt uit de 18e eeuw. De kerk in Wola werd ontworpen door de Italiaans - Poolse architect Enrico Marconi en werd gebouwd tussen 1841 en 1849. De kerk is gebouwd in de architectuurstijl van de neorenaissance. Tijdens de Opstand van Warschau in de Tweede Wereldoorlog werd het kerkinterieur beschadigd en vernietigd door de Wehrmacht. De buitenkant van de kerk kwam ongedeerd uit de oorlog, als een van de weinige gebouwen in het centrum van Warschau. 